# Sei bellissima/Come si fa
Sei bellissima è un lavoro della cantante pop rock piacentina Fiordaliso, per metà album di cover di brani già realizzati da altri autori ed interpreti, e per metà raccolta di successi dell'artista stessa.

## Descrizione
Il disco, edito dall'etichetta NAR International, registrato nel 1997, è stato pubblicato originariamente nel 1998, con 11 pezzi; ripubblicato una seconda volta, nel 2002, sempre con lo stesso titolo (ripreso dalla cover del noto pezzo di Loredana Bertè del 1975), con le stesse 11 tracce, ma in un diverso ordine di lista tracce; e ristampato, infine, nel 2004, in una terza edizione, con 13 canzoni, con il nuovo titolo Come si fa, tratto da uno dei 2 nuovi brani aggiunti alla seconda ristampa (l'altro è "Ahi Ahi Ahi" - entrambi usciti su un singolo del 1998), in cui viene ripristinato l'ordine dei brani della versione del 2002. "Come si fa" e "Ahi ahi ahi" vengono inseriti, rispettivamente, come traccia d'apertura e traccia numero 2.
Curiosamente, del lavoro è uscita prima la versione cantata in lingua spagnola, nel 1997, intitolata Como te amaré (dall'adattamento del brano, originariamente in italiano, dal titolo "Cosa ti farei"), e poi quella in lingua italiana. La versione in spagnolo, pubblicata dall'etichetta Divucsa/Musart, è stata commercializzata in Spagna e in Messico, dove ha ottenuto un grande successo, nel periodo in cui la cantante, praticamente ritiratasi dalle scene italiane 1996-2001, era attiva nei paesi latini.

## Tracce

### Come si fa(2004)
1. "Come si fa" - 3:54 (A. Fiordaliso/V. Gautier)
2. "Ahi ahi ahi" - 4:46 (A. Fiordaliso/F. Berlincioni)
3. "Il mare più grande che c'è (I love you man)" - 4:42 (F. Ciani/F. Zanotti)
4. "Almeno tu nell'universo" - 4:32 (B. Lauzi/M. Fabrizio)
5. "Fatti miei" - 5:18 (L. Albertelli/A. Fornaciari/V. Malepasso)
6. "Sei bellissima" - 6:00 (Daiano/Felisatti)
7. "Non voglio mica la luna" - 4:40 (L. Albertelli/A. Fornaciari/V. Malepasso)
8. "Cosa ti farei" - 3:32 (M. Paoluzzi/F. Ciani)
9. "Il mio angelo" - 4:10 (L. Albertelli/V. Malepasso)
10. "La mia banda suona il rock" - 4:10 (I. Fossati)
11. "Il mare d'inverno" - 4:56 (E. Ruggeri)
12. "Dedicato" - 4:10 (I. Fossati)
13. "Una sporca poesia" - 4:36 (P. Pirazzoli/F. Fasano/Depsa)

### Sei bellissima(2002)
1. "La mia banda suona il rock"
2. "Almeno tu nell'universo"
3. "Il mare più grande che c'è (I love you man)"
4. "Sei bellissima"
5. "Non voglio mica la luna"
6. "Il mio angelo"
7. "Cosa ti farei"
8. "Il mare d'inverno"
9. "Fatti miei"
10. "Dedicato"
11. "Una sporca poesia"

### Sei bellissima(1998)
La prima edizione di Sei bellissima, del 1998, presenta la stessa lista tracce della versione del 2004, ovviamente senza le prime due tracce, "Come si fa" e "Ahi ahi ahi", originariamente uscite su uno stesso singolo, aggiunte a posteriori nell'ultima ristampa.

## Formazione
- Fiordaliso – voce
- Stevano Previsti – programmazione
- Alberto Radius – chitarra
- Alfredo Golino – batteria
- Pier Antonio Brigo – basso
- Francesco Signorini – tastiera
- Gianni "Torquato" Andreazzi – chitarra
- Paolo Graziani, Massimo Senzioni, Anna Dimezzo, Elena Salerno, Barbara Natta, Andrea Rodini – cori